# Alypiodes
Alypiodes is een geslacht van vlinders van de familie uilen (Noctuidae), uit de onderfamilie Agaristinae.

## Soorten
- A. bimaculata Herrich-Schäffer, 1853
- A. radians Boisduval, 1874